# Finnische Leichtathletik-Meisterschaften
Die finnischen Leichtathletikmeisterschaften werden seit 1907 ausgetragen. Sie fanden seit dem bis auf das Jahr 1941, als die Meisterschaften kriegsbedingt ausfielen, jährlich statt. In Finnland werden die Meisterschaften unter dem Namen Kalevan kisat (finnisch) beziehungsweise Kalevaspelen (schwedisch), zu deutsch Kaleva-Spiele veranstaltet. Der Name geht auf die Versicherungsgesellschaft Kaleva zurück, die 1910 eine Siegerschale für die beste Mannschaft der Leichtathletik-Meisterschaften auslobte. Der Rekordsieger ist der Verein Helsingin Kisa-Veikot.
Die Wettkämpfe der Frauen und Männer werden seit 1959 zusammen ausgetragen. Zuvor gab es zwischen 1945 und 1958 eigene Meisterschaften für Frauen. 

## Austragungen
| Jahr | Datum                   | Ort              | Stadion                       | Mannschaftssieger             |
| ---- | ----------------------- | ---------------- | ----------------------------- | ----------------------------- |
| 1907 | 3.–4. August            | Tampere          |                               | –                             |
| 1908 | 29.–30. August          | Kuopio           |                               | –                             |
| 1909 | 3.–5. Juli              | Helsinki         | Kaisaniemen puisto            | –                             |
| 1910 | 2.–3. Juli              | Viipuri          |                               | Helsingin Kisa-Veikot         |
| 1911 | 15.–16. Juli            | Tampere          |                               | Helsingin Kisa-Veikot         |
| 1912 | 31. August–1. September | Turku            | Turun urheilupuisto           | Helsingin Kisa-Veikot         |
| 1913 | 19.–20. Juli            | Helsinki         | Eläintarhan kenttä            | Helsingin Kisa-Veikot         |
| 1914 | 19.–20. September       | Helsinki         | Eläintarhan kenttä            | Helsingin Kisa-Veikot         |
| 1915 | 14.–15. August          | Pori             | Tiilimäen kenttä              | Helsingin Kisa-Veikot         |
| 1916 | 19.–20. August          | Helsinki         | Eläintarhan kenttä            | Helsingin Kisa-Veikot         |
| 1917 | 18.–19. August          | Tampere          | Pyynikin kenttä               | Helsingin Kisa-Veikot         |
| 1918 | 31. August–1. September | Helsinki         | Eläintarhan kenttä            | Helsingfors IFK               |
| 1919 | 16.–17. August          | Turku            | Turun urheilupuisto           | Helsingfors IFK               |
| 1920 | 3.–4. Juli              | Helsinki         | Eläintarhan kenttä            | Helsingin Kisa-Veikot         |
| 1921 | 20.–21. August          | Kotka            |                               | Helsingfors IFK               |
| 1922 | 19.–20. August          | Helsinki         | Eläintarhan kenttä            | Helsingfors IFK               |
| 1923 | 18.–19. August          | Kuopio           |                               | Helsingfors IFK               |
| 1924 | 23.–24. August          | Lahti            | Lahden urheilukenttä          | Helsingfors IFK               |
| 1925 | 15.–16. August          | Viipuri          |                               | Tampereen Pyrintö             |
| 1926 | 14.–15. August          | Tampere          | Pyynikin kenttä               | Porvoon Akilles               |
| 1927 | 20.–21. August          | Turku            | Turun urheilupuisto           | Tampereen Pyrintö             |
| 1928 | 25.–26. August          | Helsinki         |                               | Tampereen Pyrintö             |
| 1929 | 17.–18. August          | Viipuri          | Papulan kenttä                | Helsingin Kisa-Veikot         |
| 1930 | 16.–17. August          | Tampere          | Pyynikin kenttä               | Helsingin Kisa-Veikot         |
| 1931 | 15.–16. August          | Helsinki         | Eläintarhan kenttä            | Helsingin Kisa-Veikot         |
| 1932 | 6.–7. August            | Helsinki         | Eläintarhan kenttä            | Helsingin Kisa-Veikot         |
| 1933 | 5.–6. August            | Turku            | Turun urheilupuisto           | Helsingfors IFK               |
| 1934 | 28.–29. Juli            | Tampere          |                               | Helsingin Poliisi-Voimailijat |
| 1935 | 10.–11. August          | Kotka            |                               | Helsingin Poliisi-Voimailijat |
| 1936 | 22.–23. August          | Turku            |                               | Helsingin Kisa-Veikot         |
| 1937 | 6.–8. August            | Viipuri          | Viipurin keskuskenttä         | Helsingin Poliisi-Voimailijat |
| 1938 | 6.–8. August            | Helsinki         | Helsingin Olympiastadion      | Helsingin Kisa-Veikot         |
| 1939 | 26.–28. August          | Helsinki         | Helsingin Olympiastadion      | Helsingin Kisa-Veikot         |
| 1940 | 24.–26. August          | Tampere          | Pyynikin kenttä               | Helsingin Kisa-Veikot         |
| 1941 | keine Austragung        | keine Austragung | keine Austragung              | keine Austragung              |
| 1942 | 29.–30. August          | Helsinki         | Helsingin Olympiastadion      | Kouvolan Urheilijat           |
| 1943 | 14.–15. August          | Helsinki         | Helsingin Olympiastadion      | Kronohagens IF                |
| 1944 | 23.–24. September       | Helsinki         | Helsingin Olympiastadion      | Karhulan Katajaiset           |
| 1945 | 11.–12. August          | Turku            |                               | Tampereen Pyrintö             |
| 1946 | 10.–12. August          | Helsinki         |                               | Tampereen Pyrintö             |
| 1947 | 16.–18. August          | Tampere          | Pyynikin kenttä               | Tampereen Pyrintö             |
| 1948 | 21.–22. August          | Vaasa            | Hietalahden kenttä            | Tampereen Pyrintö             |
| 1949 | 20.–21. August          | Kymi             | Karhulan keskuskenttä         | Tampereen Pyrintö             |
| 1950 | 12.–13. August          | Jyväskylä        | Harjun kenttä                 | Tampereen Pyrintö             |
| 1951 | 19.–20. August          | Helsinki         | Helsingin Olympiastadion      | Helsingin Kisa-Veikot         |
| 1952 | 23.–24. August          | Seinäjoki        | Seinäjoen keskuskenttä        | Helsingin Kisa-Veikot         |
| 1953 | 15.–16. August          | Pori             | Herralahden kenttä            | Helsingin Kisa-Veikot         |
| 1954 | 12.–13. August          | Turku            | Turun urheilupuisto           | Helsingin Kisa-Veikot         |
| 1955 | 13.–14. August          | Kuopio           | Väinölänniemen-Stadion        | Helsingin Kisa-Veikot         |
| 1956 | 25.–26. August          | Lahti            | Radiomäen kenttä              | Helsingin Kisa-Veikot         |
| 1957 | 17.–18. August          | Tampere          | Ratinan stadion               | Turun Urheiluliitto           |
| 1958 | 2.–3. August            | Kouvola          |                               | Helsingin Kisa-Veikot         |
| 1959 | 16.–17. August          | Helsinki         | Helsingin Olympiastadion      | Helsingin Kisa-Veikot         |
| 1960 | 13.–14. August          | Hämeenlinna      | Kaurialan kenttä              | Helsingin Kisa-Veikot         |
| 1961 | 12.–13. August          | Mikkeli          | Mikkelin urheilupuisto        | Helsingin Kisa-Veikot         |
| 1962 | 18.–19. August          | Lappeenranta     | Kimpisen kenttä               | Helsingin Kisa-Veikot         |
| 1963 | 17.–18. August          | Turku            | Turun urheilupuisto           | Helsingin Kisa-Veikot         |
| 1964 | 15.–16. August          | Oulu             | Raatin stadion                | Helsingin Kisa-Veikot         |
| 1965 | 7.–8. August            | Jyväskylä        | Harjun kenttä                 | Helsingin Kisa-Veikot         |
| 1966 | 13.–14. August          | Tampere          | Ratinan stadion               | Helsingin Kisa-Veikot         |
| 1967 | 11.–13. August          | Pori             | Stadion Pori                  | Helsingin Kisa-Veikot         |
| 1968 | 16.–18. August          | Varkaus          |                               | Helsingin Kisa-Veikot         |
| 1969 | 16.–18. August          | Helsinki         | Helsingin Olympiastadion      | Helsingin Kisa-Veikot         |
| 1970 | 14.–16. August          | Kouvola          |                               | Helsingin Kisa-Veikot         |
| 1971 | 23.–25. Juli            | Oulu             | Raatin stadion                | Viipurin Urheilijat           |
| 1972 | 11.–13. August          | Joensuu          |                               | Viipurin Urheilijat           |
| 1973 | 10.–12. August          | Hyvinkää         |                               | Viipurin Urheilijat           |
| 1974 | 9.–11. August           | Jyväskylä        |                               | Helsingin Kisa-Veikot         |
| 1975 | 18.–20. Juli            | Seinäjoki        | Seinäjoen keskuskenttä        | Viipurin Urheilijat           |
| 1976 | 2.–4. Juli              | Turku            | Turun urheilupuisto           | Helsingin Kisa-Veikot         |
| 1977 | 29.–31. Juli            | Tampere          | Ratinan stadion               | Helsingin Kisa-Veikot         |
| 1978 | 4.–6. August            | Kokkola          | Kirkonmäen kenttä             | Helsingin Kisa-Veikot         |
| 1979 | 11.–13. August          | Helsinki         | Helsingin Olympiastadion      | Turun Urheiluliitto           |
| 1980 | 4.–6. Juli              | Lappeenranta     | Kimpisen kenttä               | Turun Urheiluliitto           |
| 1981 | 7.–9. August            | Oulu             | Raatin stadion                | Kouvolan Urheilijat           |
| 1982 | 13.–15. August          | Kouvola          |                               | Helsingin Kisa-Veikot         |
| 1983 | 1.–3. Juli              | Pori             | Stadion Pori                  | Viipurin Urheilijat           |
| 1984 | 6.–8. Juli              | Kajaani          | Vimpelinvaaran kenttä         | Helsingin Kisa-Veikot         |
| 1985 | 16.–18. August          | Lahti            | Urheilukeskuksen kenttä       | Helsingin Kisa-Veikot         |
| 1986 | 25.–27. Juli            | Vaasa            | Kaarlen kenttä                | Helsingin Kisa-Veikot         |
| 1987 | 14.–16. August          | Kuopio           | Väinölänniemen-Stadion        | Helsingin Kisa-Veikot         |
| 1988 | 5.–7. August            | Hämeenlinna      | Kaurialan kenttä              | Viipurin Urheilijat           |
| 1989 | 28.–30. Juli            | Turku            |                               | Helsingin Kisa-Veikot         |
| 1990 | 3.–5. August            | Oulu             | Raatin stadion                | Oulun Pyrintö                 |
| 1991 | 27.–29. Juli            | Helsinki         | Helsingin Olympiastadion      | Helsingin Kisa-Veikot         |
| 1992 | 3.–5. Juli              | Jyväskylä        | Harjun stadion                | Helsingin Kisa-Veikot         |
| 1993 | 30. Juli–1. August      | Mikkeli          |                               | Helsingin Kisa-Veikot         |
| 1994 | 8.–10. Juli             | Tuusula          | Hyrylän kenttä                | Turun Urheiluliitto           |
| 1995 | 20.–23. Juli            | Lapua            |                               | Turun Urheiluliitto           |
| 1996 | 4.–7. Juli              | Tampere          | Ratinan stadion               | Oulun Pyrintö                 |
| 1997 | 17.–20. Juli            | Lappeenranta     | Kimpisen kenttä               | Turun Urheiluliitto           |
| 1998 | 6.–9. August            | Oulu             | Raatin stadion                | Turun Urheiluliitto           |
| 1999 | 5.–8. August            | Seinäjoki        | Seinäjoen keskuskenttä        | Turun Urheiluliitto           |
| 2000 | 17.–20. August          | Lahti            |                               | Turun Urheiluliitto           |
| 2001 | 6.–8. Juli              | Turku            |                               | Turun Urheiluliitto           |
| 2002 | 18.–21. Juli            | Joensuu          |                               | Lahden Ahkera                 |
| 2003 | 9.–11. August           | Helsinki         |                               | Turun Urheiluliitto           |
| 2004 | 30. Juli–1. August      | Vaasa            | Kaarlen kenttä                | Turun Urheiluliitto           |
| 2005 | 15.–17. Juli            | Pori             | Stadion Pori                  | Turun Urheiluliitto           |
| 2006 | 21.–23. Juli            | Jyväskylä        | Harjun urheilukenttä          | Helsingin Kisa-Veikot         |
| 2007 | 3.–5. August            | Lappeenranta     | Kimpisen urheilukenttä        | Turun Urheiluliitto           |
| 2008 | 24.–27. Juli            | Tampere          | Ratinan stadion               | Helsingin Kisa-Veikot         |
| 2009 | 31. Juli–2. August      | Espoo            | Leppävaaran urheilupuisto     | Helsingin Kisa-Veikot         |
| 2010 | 5.–8. August            | Kajaani          | Vimpelinlaakson urheilukenttä | Helsingin Kisa-Veikot         |
| 2011 | 4.–7. August            | Turku            | Paavo Nurmen stadion          | Helsingin Kisa-Veikot         |
| 2012 | 23.–26. August          | Lahti            | Stadion Lahti                 | Helsingin Kisa-Veikot         |
| 2013 | 25.–28. Juli            | Vaasa            | Kaarlen kenttä                | Turun Urheiluliitto           |
| 2014 | 31. Juli–3. August      | Kuopio           | Väinölänniemen-Stadion        | Jyväskylän Kenttäurheilijat   |
| 2015 | 30. Juli–2. August      | Pori             | Stadion Pori                  | Jyväskylän Kenttäurheilijat   |
| 2016 | 21.–24. Juli            | Oulu             | Raatin stadion                | Espoon Tapiot                 |
| 2017 | 20.–23. Juli            | Seinäjoki        | Seinäjoen keskuskenttä        | Jyväskylän Kenttäurheilijat   |
| 2018 | 19.–22. Juli            | Jyväskylä        | Harjun stadion                | Jyväskylän Kenttäurheilijat   |
| 2019 | 1.–4. August            | Lappeenranta     | Kimpisen urheilukeskus        | Jyväskylän Kenttäurheilijat   |
| 2020 | 13.–16. August          | Turku            | Paavo Nurmen stadion          | Jyväskylän Kenttäurheilijat   |
| 2021 | 26.–29. August          | Tampere          | Ratinan stadion               | Tampereen Pyrintö             |
| 2022 | 4.–7. August            | Joensuu          | Joensuun keskuskenttä         | Jyväskylän Kenttäurheilijat   |
| 2023 | 27.–30. Juli            | Lahti            | Stadion Lahti                 |                               |
| 2024 |                         | Vaasa            | Kaarlen kenttä                |                               |
| 2025 |                         | Espoo            | Leppävaaran urheilupuisto     |                               |
| 2026 |                         | Jyväskylä        | Harjun stadion                |                               |